# بهمنیاری
بهمنیاری، روستایی از توابع بخش سرفاریاب شهرستان کهگیلویه در استان کهگیلویه و بویراحمد ایران است.

## جمعیت
این روستا در دهستان سرفاریاب قرار دارد و براساس سرشماری مرکز آمار ایران در سال ۱۳۸۵، جمعیت آن ۲۶ نفر (۶خانوار) بوده‌است.